# Llistat de dejunis fets per Mahatma Gandhi
Mohandas Karamchand Gandhi, conegut popularment com a Mahatma Gandhi o El pare de la nació a l'Índia, va emprendre 17 dejunis durant el moviment de llibertat d'India. Els seus dejunis més llargs van durar 21 dies. Fer el dejuni era una arma utilitzada per Gandhi mentre com a part de la seva filosofia de Ahimsa (no-violència) així com satyagraha.

## Dejunis
| Número | Data                               | Duració | Lloc | Raó i demandes | Reacció a ràpid | Resultat                                                                                            |
| ------ | ---------------------------------- | ------- | --- | --- | --- | --------------------------------------------------------------------------------------------------- |
| 1      | 1913 (13-20 de juliol)             | 7 dies  | Phoenix, Sud-àfrica | Primer dejuni pentitencial | | |
| 2      | 1914 (abril)                       | 14 dies | Segon dejuni penitencial | | | |
| 3      | 1918 (15-18 de març)               | 3 dies  | Ahmedabad | En l'interès dels treballadors de molí en vaga en Ahmedabad | Primer dejuni a l'Índia | Els treballadors de molí van aprovar submetre-s a la mediació                                       |
| 4      | 1919 (14-16 d'abril)               | 3 dies  | Primer dejuni en contra la violència: contra l'intent de descarrilar un tren a Nadiad.                                                                         | | | |
| 5      | 1921 (19-22 de novembre)           | 4 dies  | Segon dejuni contra la violència: contra les activitats dels anarquistes en l'ocasió de l'arribada del Príncep de Gal·les                                      | | | |
| 6      | 1922 (2-7 de febrer)               | 5 dies  | Bardoli | Tercer dejuni contra la violència: per expiació per la violència feta en l'incident Chauri Chaura.                                                                | | |
| 7      | 1924 (Sep 18 setembre-8 d'octubre) | 21 dies | Delhi | Primer dejuni d'unitat hindu-musulmana | Interès en la unitat hindú-musulmana després del primer moviment de no-cooperació | Va acabar el dejuni escoltant que algú el llegís l'Alcorà i Gita.                                   |
| 8      | 1925 (24-30 de novembre)           | 7 dies  | Tercer dejuni penitencial. | | | |
| 9      | 1932 (20-26 de setembre)           | 6 dies  | Poona | Primer dejuni contra la intocabilitat: Premi Comunal d'electorats una reserva separada d'escons per les classes deprimides                                        | Primer emprès a la presó Yerwada Central. Quan va ser alliberat uns dies més tard, Gandhi va continuar el dejuni a una casa privada a Poona, amb el resultat que tots els dirigents nacionals s'hi van reunir a Pune. | El govern britànic va retirar les clàusules del Premi Comunal contra els quals en Gandhi protestava |
| 10     | 1932 (3 de desembre)               | 1 dia   | Segon dejuni contra la intocabilitat: en sintonia amb Appasaheb Patwardhan                                                                                     | | | |
| 11     | 1933 (8-29 de maig)                | 21 dies | Tercer dejuni contra la intocabilitat: per la millora de condicions dels Harijans'                                                                             | | | |
| 12     | 1933 (16-23 d'agost)               | 7 dies  | Quart dejuni contra la intocabilitat: per obtenir privilegis (mentre era a la presó) que li ajudaria a poder continuar en la seva lluita a favor dels Harijans | Alliberat incondicionalment de la presó el 23 d'agost del 1933, per raons de salut                                                                                | | |
| 13     | 1934 (7-14 d'agost)                | 7 dies  | Quart dejuni contra la violència: en contra d'un congressista jove i violent                                                                                   | | | |
| 14     | 1939 (març)                        | 3 dies  | Rajkot | | | |
| 15     | 1943 (10 de febrer-3 de març)      | 21 dies | Delhi | En objecció a la seva detenció sense càrrecs pel britànics. | | |
| 16     | 1947 (1-4 de setembre)             | 4 dies  | Segon dejuni d'unitat hindú-musulmana | | | |
| 17     | 1948 (13-18 de gener)              | 6 dies  | Tercer dejuni d'unitat hindú usulmana: restauració de pau comunal                                                                                              | Un número gran de dirigents i polítics importants dels cossos comunals es van posar d'acord sobre un pla conjunt per la restauració de la vida normal a la ciutat | | |